# Strašník dalmatský
Strašník dalmatský (Scutigera coleoptrata) je dravý zástupce ze třídy stonožek (Chilopoda) a čeledi strašníkovití (Scutigeridae).

## Popis
V dospělosti dosahuje délky těla 16 až 37 mm, při započítání nohou a tykadel může měřit okolo 6 cm a výjimečně i k 10 cm. Má šedivé zbarvení se třemi tmavými podélnými pásy. Končetiny jsou dlouhé, lehce odlomitelné, přičemž jsou v zadní části těla delší než v přední. Má regenerační schopnost – ztracené končetiny se při svlékání znovu nahradí. Končetin je celkem 15 párů, ale přední pár je přeměněn na kusadla. Jedové žlázy jsou umístěné v předním páru nožek.

## Areál rozšíření

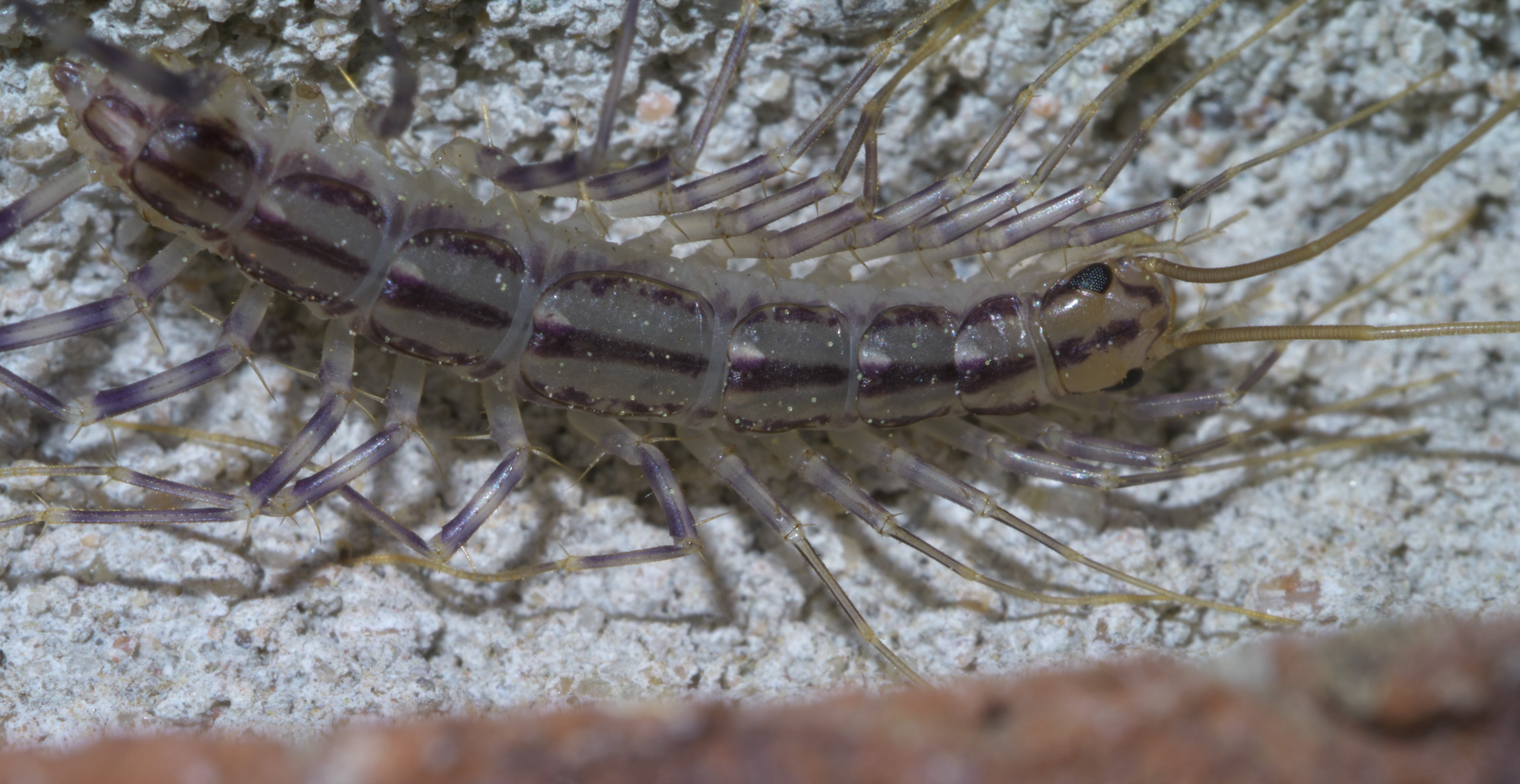
Detailní pohled na cca 13 mm dlouhého jedince

Rozšířen je v jižní Evropě a v teplých, zejména vinohradnických oblastech střední Evropy. Lze ho nalézt i v Mexiku a některých částech USA, kam byl nejspíše zavlečen. Žije i v Česku – nejdřív na jižní Moravě, dnes je rozšířen na celém území republiky.

## Stanoviště
Nachází se zejména pod kameny, ale také na zdech, ve sklepích nebo boudách. Vyhledává vinohrady. Je neobyčejně pohyblivý, aktivní v noci. Je to synantropní druh, velmi často se pohybuje v blízkosti lidí, v místech kde je dostatek úkrytů a stínu.

## Potrava
Je velice pohyblivý a hbitý. Živí se hmyzem (včetně jeho larev), slimáky a pavoukovci, při jejichž lovu používá jed a nožky, jimiž oběti (někdy i více najednou) zachycuje. K vyhledávání kořisti používá tykadla.

## Rozmnožování
Rozmnožuje se během teplých měsíců roku. Sameček vyhledává samičku pomocí feromonů, zvukových signálů a ohmatávání. Své spermie umístí do hedvábného vaku, samička jimi pak oplodní vajíčka. Ta následně naklade do půdy. Průměrně jich je 63, maximálně až 151. Mladí jedinci se líhnou po asi 2 týdnech a samička jim nějakou dobu poskytuje svou přítomností ochranu. Během svého vývoje se strašníci celkem pětkrát (dle jiných zdrojů desetkrát) svlékají, rostou a zvyšují při tom počet svých nohou ze 4 párů na konečných 14 párů. Přinejmenším samičky mohou žít až několik let.

## Vztah s lidmi
Pro některé lidi může být přítomnost strašníka v bytě nebo domě nepříjemná, neboť jde o poměrně velkého členovce. Větší množství těchto tvorů může rovněž ukazovat na početnou přítomnost jeho kořisti, tedy z pohledu člověka různých škůdců. V sebeobraně dokáže štípnout/kousnout a někdy je schopen proniknout kůží a vstříknout jed. Bolestivost kousnutí se dá přirovnat k pobodání včelou. Přínosem strašníka je nicméně to, že se živí některými domácími škůdci, například šváby nebo rybenkami.